# Vatrena krila
Vatrena krila naziv je nagrade kojom Klub navijača hrvatske nogometne reprezentacije "Uvijek vjerni"  po glasovima navijača nagrađuje najsrčanijeg reprezentativca u protekloj godini. Nagrada je tradicionalna, a uspostavljena je 2008. godine.
U sklopu ceremonije dodjele, uz nagradu "Vatrena krila", dodjeljuju se i nagrada "Ponos navijača" za izniman doprinos reprezentaciji i nagrada za najveću mladu nadu
2011. dodijeljena je i posebna nagrada "Vatrena krilca" novinaru HTV-a Dragi Ćosiću za posebno emotivan prijenos utakmice Turska-Hrvatska iz Istanbula.

### Dobitnici nagrade
| Godina | Vatrena krila   | Ponos navijača    | Najveća mlada nada                             | Vatrena krilca  |
| ------ | --------------- | ----------------- | ---------------------------------------------- | --------------- |
| 2009.  | Vedran Runje    | Niko Kovač        | Domagoj Vida                                   |                 |
| 2010.  | Josip Šimunić   | Dario Šimić       | Šime Vrsaljko                                  |                 |
| 2011.  | Darijo Srna     | Aljoša Asanović   | Mateo Kovačić                                  | Drago Ćosić     |
| 2012.  | Mario Mandžukić |                   | Josip Radošević                                | Dubravko Šimenc |
| 2013.  | Stipe Pletikosa | Miroslav Blažević | Ante Rebić                                     | Marko Tomas     |
| 2014.  | Ivan Perišić    | Slaven Bilić      | Tin Jedvaj                                     |                 |
| 2015.  | Ivan Rakitić    | Ivica Grnja       | Hrvatska nogometna reprezentacija do 17 godina |                 |
| 2016.  | Vedran Ćorluka  | Stanko Poklepović | Ante Ćorić                                     |                 |